# Rony Albornoz
Rony Alfonso Albornoz Zenteno (Rengo, Chile, 23 de septiembre de 2002) es un futbolista chileno, que juega de mediocampista, actualmente se encuentra en Deportes Rancagua de la Tercera División B de Chile. 

## Trayectoria

### Curicó Unido
Debutó como profesional con la camiseta de Provincial Curicó Unido, club en el que hizo las divisiones inferiores, en la fecha 1 de la Primera División 2021, contra Deportes Melipilla, cuando el técnico de los albirrojos, Martín Palermo, dispuso de su ingreso en los minutos finales del partido. En su primera temporada, jugó 4 partidos, con un total de 41 minutos.
En la siguiente temporada disputó más minutos, precisamente 227 minutos, repartidos en 5 partidos, teniendo sus primeras acciones como titular.

### Deportes Rengo
Al no jugar mucho en 2023, fichó por el equipo de su ciudad natal, Deportes Rengo, con miras al campeonato de Segunda División Profesional 2024. En aquel torneo con los "Oro y cielo" solo participó en 5 partidos, todos ingresando desde la banca. Al final de temporada se iría de Deportes Rengo.

### Deportes Rancagua
Para la temporada 2025, Albornoz jugará para Deportes rancagua de la Tercera división B de Chile.
Marcaria su primer gol frente a Deportes Valdivia por la segunda fecha del campeonato de Tercera División B de Chile. 

## Clubes
| Club                      | Div.             | Temporada        | Liga  | Liga  | Copas nacionales | Copas nacionales | Torneos internacionales | Torneos internacionales | Total | Total |
| Club                      | Div.             | Temporada        | Part. | Goles | Part.            | Goles            | Part.                   | Goles                   | Part. | Goles |
| ------------------------- | ---------------- | ---------------- | ----- | ----- | ---------------- | ---------------- | ----------------------- | ----------------------- | ----- | ----- |
| Curicó Unido · Chile      | 1.ª              | 2021             | 4     | 0     | 1                | 0                | —                       | —                       | 5     | 0     |
| Curicó Unido · Chile      | 1.ª              | 2022             | 5     | 0     | 1                | 0                | —                       | —                       | 6     | 0     |
| Curicó Unido · Chile      | 1.ª              | 2023             | 2     | 0     | 1                | 0                | —                       | —                       | 3     | 0     |
| Curicó Unido · Chile      | 1.ª              | Total club       | 11    | 0     | 3                | 0                | 0                       | 0                       | 14    | 0     |
| Deportes Rengo · Chile    | 3.ª              | 2024             | 5     | 0     | 0                | 0                | —                       | —                       | 5     | 0     |
| Deportes Rengo · Chile    | 3.ª              | Total club       | 5     | 0     | 0                | 0                | 0                       | 0                       | 5     | 0     |
| Deportes Rancagua · Chile | 5.ª              | 2025             | 16    | 11    | 0                | 0                | —                       | —                       | 16    | 11    |
| Deportes Rancagua · Chile | 5.ª              | Total club       | 16    | 11    | 0                | 0                | 0                       | 0                       | 16    | 11    |
| Total en carrera          | Total en carrera | Total en carrera | 32    | 11    | 3                | 0                | 0                       | 0                       | 35    | 11    |
| 1. 2.                     |                  |                  |       |       |                  |                  |                         |                         |       |       |

### Resumen estadístico
| Competición                           | Partidos | Goles | Promedio | Asistencias | Promedio | G y A | Promedio |
| ------------------------------------- | -------- | ----- | -------- | ----------- | -------- | ----- | -------- |
| Primera División                      | 11       | 0     | 0        | 0           | 0        | 0     | 0        |
| Segunda División Profesional de Chile | 5        | 0     | 0        | 0           | 0        | 0     | 0        |
| Copas nacionales                      | 3        | 0     | 0        | 0           | 0        | 0     | 0        |
| Tercera Division B de Chile           | 16       | 11    | 0.69     | 0           | 0        | 11    | 0.69     |
| Total                                 | 35       | 11    | 0.31     | 0           | 0        | 11    | 0.31     |

## Vida Privada
Su primo, Matias Belmar, también es futbolista profesional.